# Timothy Morehouse
Timothy Frank Morehouse (ur. 29 lipca 1978 w Nowym Jorku) – amerykański szermierz, szablista, srebrny medalista olimpijski.
Na igrzyskach olimpijskich w Pekinie w 2008 roku reprezentacja USA w składzie: Timothy Morehouse, Jason Rogers, Keeth Smart i James Williams zdobyła srebrny medal w rywalizacji drużynowej. W zawodach indywidualnych zajął 22. miejsce. Na rozgrywanych cztery lata później igrzyskach olimpijskich w Londynie był piąty indywidualnie i ósmy drużynowo.
Nie zdobył medalu mistrzostw świata. Zdobył za to złoty medal drużynowo i srebrny indywidualnie podczas igrzysk panamerykańskich w Guadalajarze w 2011 roku.
Wielokrotnie zdobywał medale mistrzostw panamerykańskich, w tym złote drużynowo na MP w Montrealu (2007), MP w Querétaro (2008), MP w San Salvador (2009), MP w San José (2010), MP w Reno (2011) i MP w Cancún (2012).